# طوطی‌نوک بال‌قهوه‌ای
طوطی‌نوک بال‌قهوه‌ای (نام علمی: Paradoxornis brunneus) نام یک گونه از تیره چرخ‌ریسک‌نمایان است.